# Islem Ben Chaabane
Islem Ben Chaabane, née le 10 mars 1991 à Toulon, est une joueuse internationale tunisienne de football.
Elle évolue au poste de milieu de terrain offensif, notamment à l'Olympique de Marseille et avec la sélection tunisienne.

## Biographie
Elle commence le football à l'âge de quinze ans, à la Jeunesse sportive seynoise, jouant avec les garçons en football à sept,. Elle rejoint le club de Six Fours le Brusc en division d'honneur en 2006. Elle joue ensuite en troisième division, à l'Entente sportive Le Cannet-Rocheville, lors de la saison 2008-2009 puis en deuxième division, au FCF Monteux, jusqu'en 2010.
Elle évolue ensuite au FA Marseille Féminin de 2010 à 2014, puis au Sporting Club de Toulon de 2014 à 2015 avant de rejoindre l'Olympique de Marseille en 2015,.
Elle marque un but en faveur de l'équipe de Tunisie lors d'un match amical contre l'Algérie le 19 décembre 2015 à Sidi Moussa.